# ニシグリーンマンバ
ニシグリーンマンバ（学名：Dendroaspis viridis）は、コブラ科マンバ属に分類されるヘビ。特定動物。有毒。

## 分布
リベリアやコートジボワールなどの西アフリカの熱帯雨林に生息する。

## 形態
全長は1-2m。体型は細長く、体重は他の同じくらいの長さの毒蛇に比べても軽い。
鱗は大型で、斜めに列になった背面の鱗の数（体鱗列数）は13。名前の通り、緑色の鱗に覆われたヘビで、鱗の境目は黒で縁取られている。そして尾のほうになると、やや黄色が混じる。種小名viridisは「緑」の意。

### 毒
毒は強い神経毒で、咬まれると痺れや麻痺、そして心肺機能の停止により死に至ることがある。

## 生態
樹上性で、地上に降りることはあまりない。また昼行性で、性質は大人しい。
食性は動物食で、小型哺乳類、小型鳥類を食べる。特に樹上の鳥の巣を襲うことが多い。若い個体はカメレオンやトカゲも好む。
繁殖形態は卵生。